# Jean-Louis Borloo
Jean-Louis Borloo, född 7 april 1951 i Paris, är en fransk jurist och politiker.
Borloo var minister med ansvar för urbana områden 2002-2004, arbetsmarknads- och bostadsminister 2004-2007, finansminister 2007 och miljö- och energiminister 2007-2010. Från 2007 innehade han hedersministertiteln Ministre d'État  (motsvarar ungefär biträdande premiärminister). Han är ledamot av Nationalförsamlingen sedan 1993 och var ledamot av Europaparlamentet 1989-1992. Sedan 2007 är han partiledare för det liberal-konservativa Parti radical.  
Han är sedan år 2005 gift med nyhetsankaret Béatrice Schönberg.

## Webblänkar
- Wikimedia Commons har media som rör Jean-Louis Borloo.